# サタデイ・イン・ザ・パーク
「サタデイ・イン・ザ・パーク」（Saturday in the Park）は、ロバート・ラムによって書かれた楽曲である。シカゴがアルバム『シカゴ V』収録の一曲として録音した。

## 概要
ロバート・ラムは、ピアノとリード・ボーカルを担当している。ピーター・セテラがベースとバッキング・ボーカルを担当している。ベトナム戦争当時、シカゴはアメリカン・リベラルの有名バンドであり、それゆえに反戦的な意味合いも持っている曲である。シングル盤はビルボード Hot 100で3位を記録した。
シカゴのメンバー、ウォルター・パラゼイダーによると、ラムは1971年7月4日、ニューヨークにおけるVのレコーディング中に、この曲を書く気になったという。彼によると、「ロバートはセントラル・パークでスチールドラム、歌手、ダンサー、ジャグラーを見てからホテルに戻ってきて、興奮していた。僕はこう言った。おい、そのことを音楽にしないと。」。
歌詞「singing Itallian songs」の行の後にイタリア語の歌詞が続いた。ピアノ・ギター・ボーカルの楽譜にはこの行の次に、即興で作ったイタリア語の歌詞と言う言葉が見られた。ロバートはライブで歌う際、2番の歌詞'a man plays guitar'のところで、亡きテリー・キャスのことを思い天を見上げているという。

## パーソネル
- Robert Lamm
- Peter Cetera
- Terry Kath
- Lee Loughnane
- James Pankow
- Walter Parazaider
- Danny Seraphine

## チャート
| チャート (1972年)             | 最高位 |
| ----------------------------- | ------ |
| オーストラリア(KMR)           | 43     |
| カナダ (RPM)                  | 2      |
| US Billboard Hot 100          | 3      |
| US Easy Listening (Billboard) | 8      |

| チャート (1972年)      | 順位 |
| ---------------------- | ---- |
| 全米 Billboard Hot 100 | 76   |

## 日本での使用例
- 2001年に発売されたトヨタ自動車の高級セダン『ブレビス』のCMに使われた。
- 2002年からTBS系で放送された土曜朝の報道情報番組『みのもんたのサタデーずばッと』のオープニング曲として、2013年11月2日放送分まで使われた。
- Jリーグ・モンテディオ山形のサポーターが歌唱するチャント（応援歌）に使われており、こちらでは『Park』の題名で知られている。
- 2020年から宮城県の東北放送（TBCラジオ）では、同名の地域情報番組が毎週土曜日に放送されており、テーマ曲は本曲を使用している。